# 고키 유신
고키 유신(일본어: 幸喜 祐心, 2005년 5월 5일~)는 일본의 축구 선수이다.

## 구단 경력
그는 2022년 J2리그의 FC 류큐에 입단했다. 2022년후 J3리그에 강등했다.